# Ombitasvir
Ombitasvir ist ein antiviral wirkender Arzneistoff für die Behandlung von Hepatitis C, der von Gilead Sciences vertrieben wird. Es wird in der Kombination mit Paritaprevir, Ritonavir und Dasabuvir als Viekira Pak gegen den Hepatitis-C-Virus Genotyp 1, und mit Paritaprevir und Ritonavir unter dem Namen Technivie zur Behandlung von HCV Genotyp 4 verwendet.
Ombitasvir ist ein NS5A-Inhibitor.